# Muggins
Muggins, även kallat patienswhist, är ett klassiskt engelskt kortspel för barn och är ett spel som kan räknas in i kategorin patiensspel, det vill säga patienser avsedda för mer än en person.
Vid spelets början har alla spelarna framför sig varsin trave kort med baksidan upp. Ett antal (vanligen fyra) av lekens kort utgör mugginskort, vilka är placerade med framsidan upp på bordet.  I tur och ordning vänder spelarna upp det översta kortet i traven och försöker placera detta på något av mugginskorten, vilket man får göra om det uppvända kortets valör är ett steg över eller under mugginskortets; till exempel får en femma läggas ovanpå en fyra och en tia ovanpå en knekt. Uppvända kort som inte passar någonstans läggs med framsidan upp i en hög för sig bredvid traven. Under vissa förutsättningar kan man lägga ifrån sig ett uppvänt kort även på en hög som tillhör någon av motspelarna. 
Spelets vinnare är den som först blivit av med alla sina kort.